# Radżab
| Hidżry | Od                   | Do                   |
| ------ | -------------------- | -------------------- |
| 1410   | 26 stycznia 1990     | 25 lutego 1990       |
| 1411   | 17 stycznia 1991     | 15 lutego 1991       |
| 1412   | 6 stycznia 1992      | 4 lutego 1992        |
| 1413   | 25 grudnia 1992      | 23 stycznia 1993     |
| 1414   | 15 grudnia 1993      | 12 stycznia 1994     |
| 1415   | 4 grudnia 1994       | 2 stycznia 1995      |
| 1416   | 24 listopada 1995    | 22 grudnia 1995      |
| 1417   | 12 listopada 1996    | 11 grudnia 1996      |
| 1418   | 2 listopada 1997     | 30 listopada 1997    |
| 1419   | 22 października 1998 | 19 listopada 1998    |
| 1420   | 11 października 1999 | 8 listopada 1999     |
| 1421   | 29 września 2000     | 27 października 2000 |
| 1422   | 18 września 2001     | 17 października 2001 |
| 1423   | 8 września 2002      | 7 października 2002  |
| 1424   | 29 sierpnia 2003     | 26 września 2003     |
| 1425   | 17 sierpnia 2004     | 15 września 2004     |
| 1426   | 6 sierpnia 2005      | 4 września 2005      |
| 1427   | 26 lipca 2006        | 24 sierpnia 2006     |
| 1428   | 16 lipca 2007        | 13 sierpnia 2007     |
| 1429   | 4 lipca 2008         | 2 sierpnia 2008      |
| 1430   | 24 czerwca 2009      | 22 lipca 2009        |
| 1431   | 14 czerwca 2010      | 12 lipca 2010        |
| 1432   | 3 czerwca 2011       | 2 lipca 2011         |
| 1433   | 22 maja 2012         | 20 czerwca 2012      |
| 1434   | 11 maja 2013         | 9 czerwca 2013       |
| 1435   | 30 kwietnia 2014     | 29 maja 2014         |
| 1436   | 20 kwietnia 2015     | 18 maja 2015         |
| 1437   | 8 kwietnia 2016      | 7 maja 2016          |
| 1438   | 29 marca 2017        | 26 kwietnia 2017     |
| 1439   | 18 marca 2018        | 16 kwietnia 2018     |
| 1440   | 8 marca 2019         | 5 kwietnia 2019      |

Radżab (arab. ‏رجب‎) – nazwa siódmego miesiąca według księżycowego kalendarza muzułmańskiego. Miesiąc ten uważany jest za „pokojowy”, dlatego niewskazane jest prowadzenie podczas niego wojen; tradycja muzułmańska w tym miesiącu szczególnie zaleca odbycie tzw. „małej pielgrzymki” do Mekki (umry), a także post. Natomiast 27. dnia tego miesiąca obchodzone jest święto wniebowstąpienia proroka Mahometa.